# معاداة الفكر
معاداة الفكر أو معاداة العقلانيّة، وكذلك عبادة الجهل هي النزعة المعادية للفكر وهي العداء أو اللامبالاة حيال العلم والثقافة والتفكير المثقف وازدراءه ومناهضة ذلك. ويرد هذا المصطلح بوصف العامة والخاصة من الشعبويين في سياق تصنيف الناس سياساً أو احتماعياً.
في التاريخ العربي والإسلامي، يستخدم الكندي (185 هـ/805 - 256 هـ/873)، حين يصف من هاجمه لعمله بالفلسفة برسالته الأولى وصفاً مطابقاً لتعريف معاداة الفكر. أما حديثاً، فعادة ما يستخدم العلمانيون، مسلمون وغيرهم، مفهوم معاداة الفكر لوصف الذين يجمعون الدين الأصولي بالسياسة. فمعاداة الفكر وصف لمكونات الأصولية. ويشيع في الشرق بين المثقفين اليساريين والليبراليين استخدام هذا المفهوم، أو شكلاً من أشكاله، لوصف أتباع الإسلام السياسي عامة، والوهابيّة والسلفيّة خاصةً، ومعاداتهم للفلسفة وما يتبع ذلك من معاداةٍ للعلم والمعرفة.
بينما يشيع استخدام المفهوم في الغرب لوصف الشعبويين وخصوصاً - في السياق الأمريكي - من قبل الديموقراطيين للحديث عن الناخبين الجمهوريين من أنصار سارة بالين ودونالد ترامب، وكذلك في السياق الأوروبي للحديث عن الناخبين المنتمين إلى اليمين سواءاًَ كان مسيحياً أو وطنياً. ويرى الغربيون الذين يهاجمون من يصفونهم بالشبعوية بأن معاداة الفكرهي سبب بروز القادة مثل دونالد ترامب رئيس أمريكا، ومارين لوبان مرشحة اليمين في فرنسا، وبعض قادة المنطقة العربية، وكذلك وراء خروج بريطانيا من الاتحاد الأوروبي.
معاداة الفكر مصطلحٌ فضفاضٌ، لا يأتي من نظرية، بل يُطلق جُزافاً، ومن جهات متباينة لوصف سلوكيات أناس آخرين لا يتبعون ما يراه القائل حديثاً أوعلمياً أوفكرياً. وإن كان الفيلسوف التونسي محمد المزوغي، يعتقد بأن ميشيل فوكو، صاحب ما بعد الحداثة، يتميز بمعاداة الفكر والعقلانية والتشكيك بها.
تستخدم الدول القمعيّة، غير الديموقراطيّة، معاداة الفكر بأشكالها المختلفة لقمع الشعوب. ويمكن أن تدعم كُتاباً وتقصي آخرين لاختلاف الحاكم والسلطة مع كتاباتهم وآراءهم. ويمكن أن تحرض الدهماء، أي العامة، على مفكرين معارضين تراهم مزعجين لها، فتقتل الدهماء المفكرين فترتاح السلطة ويخلو لها الجو. مثلاً، يرى البعض بأن نجيب سرور كانت قد دفعته السلطة نحو الموت بممارستها المعادية للفكر.

## أيديولوجية معاداة الفكر
قامت المجتمعات في القرن العشرين بإزالة المثقّفين من السلطة بشكلٍ منهجيّ، وذلك لإنهاء الانشقاق السياسي العامّ على وجه السرعة. فقامت جمهورية تشيكوسلوفاكيا الاشتراكية (1948-1990) إبَّان الحرب الباردة (1945-1991) بنبذ الفيلسوف فاتسلاف هافيل باعتباره رجلاً غيرَ جديرٍ بالثقة من الناحية السياسيّة ولا يستحقّ ثقة المواطنين التشيكيين العاديين. بعدها انتَخبت الثورة المخملية في حقبة ما بعد الشيوعية (17 نوفمبر - 29 ديسمبر 1989) الفيلسوف هافيل رئيساً للبلاد لمدة عشر سنوات.
في عام 1966، تدخّلت الدكتاتوريّة العسكريّة الأرجنتينيّة المعادية للشيوعية بقيادة خوان كارلوس أونغانيا (1966–70) في جامعة بوينس آيرس في ليلة الهراوات الطويلة لإزاحة الأكاديميين الذين اعتبرتهم خطرين سياسيّاً في خمس كليات جامعية. أصبح طرد المفكرين الأكاديميين إلى المنفى بمثابة نزيف وطني للأدمغة المؤثّرة في المجتمع والاقتصاد في الأرجنتين. قال عالم الكيمياء الحيوية سيزار ميلستين دعماً للقمع العسكريّ لحرية التعبير،: «سوف يتم تنظيم بلادنا حالما يتم طرد جميع المثقّفين الذين كانوا يتدخلون في المنطقة».
قضت الديكتاتوريّات الأيديولوجيّة المتطرفة التي تهدف لإعادة بناء مجتمع، مثل حكم الخمير الحمر في كمبوديا (1975-1979)، بشكل استباقي على المعارضين السياسيين المحتملين، وخاصّة الطبقة المتوسّطة المثقّفة والمثقّفين. ومن أجل تحقيق السنة صفر من التاريخ الكمبودي، أعادت الهندسة الاجتماعية للخمير الحمر هيكلة الاقتصاد عن طريق إزالة التصنيع، واغتبال الكمبوديين غير الشيوعيين المشتبه في تورّطهم في أنشطة السوق الحرّة، مثل المهنييّن المتحضّرين في المجتمع (الأطباء، المحامون، المهندسون، وآخرون) والأشخاص الذين لهم صلات سياسيّة بالحكومات الأجنبيّة. حدّدت عقيدة بول بوت المزارعين على أنهم البروليتاريا (الطبقة العمالية) الحقيقيّة في كمبوديا والممثلّين الحقيقيين للطبقة العاملة وهم الذين يحق لهم امتلاك السلطة في الحكومة، ومن ثم القيام بالتطهيرات المعاداة للفكر.
المعاداة الفكرية ليست دائما عنيفة، لأن أي مجموعة اجتماعية يمكن أن تتصرف بطريقة معاداة للفكر وتخفّف من القيمة الإنسانية لمجتمعها من الذكاء والفكر والتعليم العالي.

## معاداة الفكر الأكاديمية

### الولايات المتحدة الأمريكية
قال الفيلسوف جون سيرل في كتابه حروب الحرم الجامعيّ الذي نشر في عام (1971)، «إنّ أبرز سمتين من سمات الحركة الراديكاليّة هي مناهضتها للفكر وعداءها للجامعة كمؤسّسة... فالمفكّرون بحكم التعريف هم أناس أخذوا الأفكار على محمل الجدّ من أجل مصلحتهم، سواء كانت النظريّة صحيحة أم خاطئة فإنها ستبقى مهمّة بالنسبة لهم، بغض النظر عن إن كانت تملك تطبيقات عمليّة أم لا. يملك المثقّففون -كما أشار ريتشارد هوفستاتر -Richard Hofstadter مواقف هازلة وبنفس الوقت تقية من الأفكار، لكن في الحركة الراديكالية، ترفض المثاليّة الفكريّة للمعرفة، وتعتبر المعرفة قيمة فقط كأساس للعمل، ولا تعتبر ذات قيمة كبيرة حتّى في هذه الحالة. فشعور المرء نحو شيء ما أهمّ بكثير مما يعرفه عنه.»
في كتابه العلوم الاجتماعية كشعوذة الذي نشر سنة (1972)، نصح عالم الاجتماع ستانيسلاف أندريسكي Stanislav Andreski الأشخاص العاديّين بعدم الثقة في نداءات المثقفّين للسلطة عندما يقدّمون ادّعاءاتٍ مشكوكٍ فيها حول حلّ مشاكل مجتمعهم فقال: «انتبه! لا تنبهر ببصمة دار نشر مشهورة، تذكّر أنّ ما يريده الناشرون هو الحفاظ على آلات الطباعة مشغولة، ولا يعترضون على الهراء في حال كان من الممكن بيعه».
في كتاب العلم والنسبيّة: بعض الخلافات الرئيسية في فلسفة العلم (1990)، قال عالم المعرفيات epistemologist لاري لوودان أنّ نوع الفلسفة السائد والذي يدرّس في الجامعات في الولايات المتّحدة (في عصر ما بعد الحداثة وما بعد البنيويّة) هو نوع مناهض للفكر، لأنّ "عزل فكرة أن الحقائق والدلائل مهمة، من خلال الفكرة القائلة بأن كل شيء يتلخّص في المصالح ووجهات النظر الذاتيّة هو - في المرتبة الثانية بعد الحملات السياسية الأمريكية - أبرز مظاهر معاداة الفكر في عصرنا.

### عدم ثقة بالمثقفين
في الولايات المتحدة، تحدّث الخبير الاقتصادي الأمريكي توماس سويل عن التفريق بين الحذر غير المنطقي للمثقفين والعاطفي من تأثيرهم على مؤسسات المجتمع وحذرهم المنطقي من ذلك. في تعريف المثقّفين على أنهم «الأشخاص الذين تتعامل مهنتهم بشكل أساسي مع الأفكار»، فإنهم يختلفون عن من يعتمد عمله بشكلٍ أساسيّ على التطبيق العمليّ للأفكار. إنّ السبب وراء عدم ثقة المواطن يكمن في عدم كفاءة المثقّفين خارج مجالات خبرتهم. على الرغم من امتلاكهم لمعارف عمليّة كبيرة في مجالات تخصّصهم بالمقارنة مع المهن والحرف الأخرى، فإن مُثَقّفي المجتمع يواجهون بعض الإحباط عند التحدّث بشكل رسميّ خارج مجال خبرتهم الرسمية، وبالتالي من غير المرجح أن يتحمّلوا المسؤولية عن العواقب الاجتماعية والعمليّة الناتجة عن اخطائهم. وبالتّالي، يتمّ الحكم على الطّبيب المختص من خلال العلاج الفعّال لداء المريض، ومع ذلك فإنّه قد يواجه دعوى قضائية حول سوء الممارسة الطبّيّة إذا كان العلاج يضرّ بالمريض. في المقابل، من غير المرجّح أن يتمّ الحكم على أستاذ جامعيّ مؤهّل أو غير مؤهّل من فعالية فكره (أفكاره)، وبالتالي لا يتحمل المسؤوليّة عن العواقب الاجتماعية والعمليّة لتنفيذ الأفكار، على سبيل المثال. شيكاغو بويز والدكتاتورية العسكرية في شيلي (1973-1990).
في كتاب المثقفون والمجتمع (2009)، قال توماس سويل:
وبالتالي، فإنّ معلمي المدارس هم جزء من النخبة المثقفة بتجنديهم للأطفال في المدارس الابتدائية وتعليمهم السياسة –بهدف لدفاع عن سياسة عامّة أو للتحريض ضدها- كجزء من مشاريع الخدمات المجتمعيّة؛ وهي الخبرة السياسيّة التي تساعدهم فيما بعد في كسب القبول بالجامعة. وبهذه الطريقة، يتدخّل مثقّفو المجتمع ويشتركون في الساحات الاجتماعية التي قد لا يمتلكون خبرة كبيرة فيها، ومن ثم يؤثّرون على نحو غير ملائم في صياغة السياسة العامّة وتحقيقها. في هذه الحالة، فإنّ تدريس المناصرة السياسيّة في المدارس الابتدائية يشجّع الطلّاب على صياغة الآراء "دون أي تدريب فكريّ أو معرفة مسبقة بتلك القضايا ممّا يجعل القيود ضد الكذب قليلة أو ربما غير موجودة.
في بريطانيا، استمدّ الكاتب بول جونسون أفكاره في معاداة الفكر من دراسته الوثيقة لتاريخ القرن العشرين، الذي كشف له أنّه لطالما دافع المثقفّون عن السياسات العامّة الكارثيّة من أجل الرفاه الاجتماعي والتعليم العام، وحذّروا المواطن العادي من المثقفين. لذلك لا ينبغي فقط أن يتم ابعادهم عن مقاليد السلطة، بل يجب أن يكونوا أيضاً موضع شك عندما يسعون لتقديم مشورة جماعية. وفي هذا السياق، وصف الكاتب الأمريكي توم وولف في كتابه «في أرض ماركسيي الروكوكو»(2000)، المثقف بأنه«شخص انحصر علمه في مجال واحد، ولا يتحدث إلا في الآخرين».